# ATC A05 – Epe- és májterápia
Az ATC A05 – Epe- és májterápia a gyógyszerek anatómiai, gyógyászati és kémiai osztályozási rendszerének (ATC) egyik alcsoportja.
| ATC A   | Tápcsatorna és anyagcsere                                                      |
| ------- | ------------------------------------------------------------------------------ |
| ATC A01 | Sztomatológiai készítmények                                                    |
| ATC A02 | Gyomorsavval kapcsolatos betegségek kezelésére szolgáló szerek                 |
| ATC A03 | Funkcionális emésztőszervi rendellenességek gyógyszerei                        |
| ATC A04 | Hányáscsillapítók és émelygés elleni szerek                                    |
| ATC A05 | Epe- és májterápia                                                             |
| ATC A06 | Hashajtók                                                                      |
| ATC A07 | Hasmenésgátlók és a bél gyulladásos / fertőzéses megbetegedéseinek gyógyszerei |
| ATC A08 | Fogyasztószerek a diétás készítmények kivételével                              |
| ATC A09 | Digesztívumok, beleértve az enzimeket                                          |
| ATC A10 | Antidiabetikus terápia                                                         |
| ATC A11 | Vitaminok                                                                      |
| ATC A12 | Ásványi sók                                                                    |
| ATC A13 | Roborálószerek                                                                 |
| ATC A14 | Szisztémás anabolikumok                                                        |
| ATC A15 | Étvágyjavítók                                                                  |
| ATC A16 | A tápcsatorna és az anyagcsere egyéb gyógyszerei                               |

## A05A Epeterápia

### A05AAEpesav-készítmények
| ATC     | Magyar           | INN                   | Gyógyszerkönyv |
| ------- | ---------------- | --------------------- | -------------- |
| A05AA01 | Kenodezoxikólsav | Chenodeoxycholic acid |                |
| A05AA02 | Urzodezoxikólsav | Ursodeoxycholic acid  |                |
| A05AA03 | Kólsav           | Cholic acid           |                |

### A05AB 	Az epeutak terápiás készítményei
| ATC     | Magyar         | INN                   | Gyógyszerkönyv |
| ------- | -------------- | --------------------- | -------------- |
| A05AB01 | Nikotinmetamid | Nicotinyl methylamide |                |

### A05AX 	Az epebetegségek egyéb terápiás készítményei
| ATC     | Magyar       | INN          | Gyógyszerkönyv |
| ------- | ------------ | ------------ | -------------- |
| A05AX01 | Piprozolin   | Piprozolin   |                |
| A05AX02 | Himekromon   | Hymecromone  | Hymecromonum   |
| A05AX03 | Ciklobutirol | Cyclobutyrol |                |

## A05B 	Májvédők, zsírosodásgátlók

### A05BAMájvédők
| ATC     | Magyar            | INN                  | Gyógyszerkönyv |
| ------- | ----------------- | -------------------- | -------------- |
| A05BA01 | Arginin-glutamát  | Arginine glutamate   |                |
| A05BA03 | Szilimarin        | Silymarin            |                |
| A05BA04 | Citiolon          | Citiolone            |                |
| A05BA05 | Epomediol         | Epomediol            |                |
| A05BA06 | Ornitin-oxoglurát | Ornithine oxoglurate |                |
| A05BA07 | Tidiacik arginin  | Tidiacic arginine    |                |
| A05BA08 | Glicirrizinsav    | Glycyrrhizic acid    |                |